# Trio in het onbekende
Trio in het onbekende (Frans: Le Trio de l'étrange) is het eerste album uit de stripreeks Yoko Tsuno. Het scenario werd oorspronkelijk bedacht voor een verhaal rond Jakke en Silvester, waarin Yoko Tsuno een nevenpersonage zou zijn. Auteur Roger Leloup zou die reeks overnemen, maar toen dat afketste, gebruikte hij het scenario voor een nieuwe reeks: Yoko Tsuno. Jakke en Silvester werden vervangen door Ben en Paul.

## Het verhaal

### Inbraak
Ben Beeld en Paul Pola werken als regisseur en cameraman bij Nationale Radio-Televisie. Na een lange werkdag zijn ze tegen middernacht klaar met hun werk, waarop ze naar huis gaan. Onderweg zien ze een inbraak gebeuren in een kantoorgebouw. Ze betrappen de dief; het blijkt Yoko Tsuno te zijn, die in opdracht van de eigenaar de inbraakveiligheid aan het testen was. Weer thuis vragen Ben en Paul aan Yoko of ze mee wil werken aan een programma over holenkunde en ze wil graag mee doen.

### Grotonderzoek
De drie dalen af in een diepe grot en komen bij een onderaards meer uit. De bedoeling is uit te zoeken waar het water van dit meer weer aan de oppervlakte komt. Ze maken wat onderwater-opnamen, gaan weer het water uit en doen dan een sterke kleurstof in het water. Vrij snel daarna begint het water in hoog tempo te stijgen. Ze doen hun duikapparatuur weer aan en willen naar de uitgang zwemmen. Dan daalt het water en worden de drie meegezogen in een draaikolk.

### De Vineanen
Ze komen terecht op het rooster van het waterverdeelstation van de Vineanen, een blauwhuidig buitenaards volk dat oorspronkelijk afkomstig is van de planeet Vinea in het M33-sterrenstelsel. De Vineanen wonen al honderdduizenden jaren ondergronds op de Aarde en zijn technologisch veel verder dan de Aardbewoners. De drie ontmoeten Khany, die hen dit allemaal vertelt. Ze worden ter beoordeling naar de robot-coördinator gebracht, een kunstmatige intelligentie die de Vineaanse samenleving bestuurt.

### Coördinator
Khany krijgt het aan de stok met Karpan, het hoofd van de veiligheidsdienst, die vindt dat hij de mensen moet ondervragen. Na enkele gewelddadige confrontaties met Karpan en zijn kornuiten, bereiken Khany en de Aardlingen het coördinator-centrum. De coördinator tast Yoko's hersenen af, maar deze weet haar gedachten af te schermen door middel van de oosterse beheersing van de geest. De coördinator besluit dat ze zich niet kan aanpassen en schijndood moet worden gemaakt. Dan komt Paul in actie: hij pakt een stiekem meegenomen morzelstraal (een Vineaans straalwapen) en onder druk besluiten de Vineanen de toch wel vreemde beslissing van de coördinator te onderzoeken.

### Ontdekking
Uiteindelijk ontdekt Yoko dat de coördinator, die zich in een zwevende bol in het energiecentrum bevindt, met hulp van Karpan de Vineanen onder een mentale dwang houdt. De coördinator is vastbesloten ook de Aardlingen zijn wil op te leggen, maar Yoko weet de bol kapot te maken, waardoor de energie, en daarmee de denkende kracht van de coördinator, wegstroomt. Nadat ook Karpan onschadelijk is gemaakt, zijn de Vineanen weer vrij. Yoko en haar vrienden nemen afscheid van Khany en gaan weer terug naar de oppervlakte.

### Merkwaardigheid
In sommige bladzijden van de Nederlandstalige uitgave van dit stripverhaal wordt het personage Ben Beeld door zowel Yoko Tsuno als door Khany "Max" genoemd.

## Andere stripverhalen waar het themaonderaardse hoogtechnologische beschavingin aan bod komt
- Het Raadsel van Atlantis (de avonturen van Blake en Mortimer, door Edgar P. Jacobs)
- Het Zesde Continent (de avonturen van Luc Orient, door Eddy Paape en Greg)
- Operatie Zwarte Ruiter (de avonturen van Bob Morane, door William Vance en Henri Vernes)

## Stripverhalen waarin buitenaardse blauwe menselijke wezens in worden ontdekt
- S.O.S. in de ruimte (de avonturen van Gemini astronauten Dan Cooper en Kid Dereika, door Albert Weinberg)